# Aeroportul Port Bergé
Aeroportul Port Bergé (IATA: WPB, ICAO: FMNG) este un aeroport din Madagascar ce deservește zona Boriziny⁠(d).
Situat la o altitudine de 65 m, aeroportul dispune de o singură pistă.